# Thestor calviniae
The Hantamsberg Skolly (Thestor calviniae) là một loài bướm ngày thuộc họ Bướm xanh. Nó được tìm thấy ở Nam Phi, ở đó nó is only known from montane fynbos in the foothills và at the summit of the Hantamsberg near Calvinia.
Sải cánh dài 30–34 mm đối với con đực và 38–42 mm đối với con cái. Peaks in flight times occur in tháng 12 at lower altitudes và từ tháng 3 đến tháng 4 on the summit of the Hantamsberg. Có một lứa một năm.